# Cambridge (Kentucky)
Cambridge – wieś w Stanach Zjednoczonych, w stanie Kentucky, w hrabstwie Jefferson.